# Poststämpel

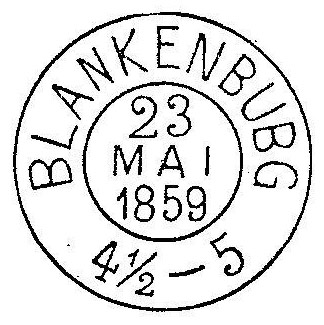
Poststämpel från tyska staden Blankenburg

En poststämpel är ett kontorsverktyg som används bland annat för att makulera frimärken.
En tidig poststämpel var den som började användas år 1661 i Storbritannien. Den stämpeln angav månad och datum, för att undvika förseningar. När frimärket kom i bruk på 1840-talet uppstod också behovet att makulera frimärkena när de en gång använts. Från början användes separata stämplar, eller helt enkelt pennor, för det ändamålet. Så småningom kom samma stämpel att användas för både makulering och datumstämpling.
Poststämplar är, liksom frimärken, vanliga samlarobjekt.